# Кейн Браун
Кейн Алън Браун (на английски: Kane Allen Brown) е американски кънтри певец.
Роден е на 21 октомври 1993 година в Чатануга, щата Тенеси, и е отгледан от майка си, тъй като афроамериканският му баща прекарва дълго време в затвора. През 2014 година започва да публикува в социалната мрежа „Фейсбук“ кавър версии на кънтри песни, които бързо му донасят известност. През следващите години издава поредица от албуми с голям успех в американските класации за кънтри музика.